# Nabillera
Nabillera (나빌레라?) è l'ottavo EP della cantante sudcoreana Hyuna, pubblicato nel 2022.

## Tracce
1. Nabillera (나빌레라) – 2:48
2. Bad Dog – 2:41
3. Picasso & Fernande Olivier – 2:36
4. Dinga Dinga (띵가띵가) – 3:40
5. Watch Me – 3:30